# Legendrovi polinomi
Legendrovi polinómi [ležándrovi ~] so rešitve Legendrove diferencialne enačbe:
{\displaystyle {\mathrm {d}  \over \mathrm {d} x}\left[(1-x^{2}){\mathrm {d}  \over \mathrm {d} x}P_{n}(x)\right]+n(n+1)P_{n}(x)=0\!\,.}
Imenovani so po Adrien-Marieu Legendru. Ta navadna diferencialna enačba je pogosto rabljena v fiziki in na drugih tehničnih področjih. Pojavi se pri reševanju Laplaceove enačbe in sorodnih parcialnih diferencialnih enačbah v sfernih koordinatah.
{\displaystyle P_{n}(x)={1 \over 2^{n}n!}{\mathrm {d} ^{n} \over \mathrm {d} x^{n}}\left[(x^{2}-1)^{n}\right]\!\,.}

## Ortogonalnost
Pomembna značilnost Legendrovih polinomov je, da so ortogonalni v L2 na intervalu −1 ≤ x ≤ 1:
{\displaystyle \int _{-1}^{1}P_{m}(x)P_{n}(x)\,\mathrm {d} x={2 \over {2n+1}}\delta _{mn}\!\,,}
(kjer je δmn oznaka za Kroneckerjevo delto, ki je 1, ko je m = n in 0 sicer). 

## Zgledi Legendrovih polinomov
Prvih nekaj Legendrovih polinomov:
| n  | {\displaystyle P_{n}(x)\,}                                                                                                 |
| 0  | {\displaystyle 1\,} |
| 1  | {\displaystyle x\,} |
| 2  | {\displaystyle {\begin{matrix}{\frac {1}{2}}\end{matrix}}(3x^{2}-1)\,}                                                     |
| 3  | {\displaystyle {\begin{matrix}{\frac {1}{2}}\end{matrix}}(5x^{3}-3x)\,}                                                    |
| 4  | {\displaystyle {\begin{matrix}{\frac {1}{8}}\end{matrix}}(35x^{4}-30x^{2}+3)\,}                                            |
| 5  | {\displaystyle {\begin{matrix}{\frac {1}{8}}\end{matrix}}(63x^{5}-70x^{3}+15x)\,}                                          |
| 6  | {\displaystyle {\begin{matrix}{\frac {1}{16}}\end{matrix}}(231x^{6}-315x^{4}+105x^{2}-5)\,}                                |
| 7  | {\displaystyle {\begin{matrix}{\frac {1}{16}}\end{matrix}}(429x^{7}-693x^{5}+315x^{3}-35x)\,}                              |
| 8  | {\displaystyle {\begin{matrix}{\frac {1}{128}}\end{matrix}}(6435x^{8}-12012x^{6}+6930x^{4}-1260x^{2}+35)\,}                |
| 9  | {\displaystyle {\begin{matrix}{\frac {1}{128}}\end{matrix}}(12155x^{9}-25740x^{7}+18018x^{5}-4620x^{3}+315x)\,}            |
| 10 | {\displaystyle {\begin{matrix}{\frac {1}{256}}\end{matrix}}(46189x^{10}-109395x^{8}+90090x^{6}-30030x^{4}+3465x^{2}-63)\,} |